# Старовинна грузинська пісня (фільм, 1969)
«Старовинна грузинська пісня» (фр. «Dzveli qartuli simgera») — грузинський радянський короткометражний художній фільм 1969 року грузинсько-французького кінорежисера Отара Іоселіані.
„До своїх зірок, як і більшість в колишній нашій країні, він йшов через тернії нерозуміння, чиновницького несприйняття і обивательської байдужості, не стаючи при цьому в позу невизнаного генія, а знаходячи свої шляхи подолання перешкод. Кажуть, що одного дня на засіданні редакційної ради славетної грузинської студії при обговоренні епізоду з фільму «Старовинна грузинська пісня» один з радників сказав: «Де це ви набрали стільки малосимпатичних людей, неголених і навіть без зубів?» На що Отар, окинувши всіх оком (далеко не Аполонів), сказав: «Мені здається, міф про красу грузин трохи перебільшений. Для цього досить поглянути на нас з вами». І галантно додав: «За винятком, звичайно, Неллі»“